# 광양중학교 (전남)
광양중학교(光陽中學校)는 대한민국 전라남도 광양시 광양읍 우산리에 있는 공립 중학교이다.

## 학교 연혁
- 1945년 12월 3일 : 광양남녀중학교 설립기성회 조직(위원장 김치배)
- 1946년 4월 11일 : 광양중학원 개원, 제1회 107명 입학
- 1946년 9월 1일 : 제2회 입학 (여학생 첫입학)
- 1946년 11월 9일 : 광양공립초급중학교 설립 인가
- 1947년 3월 1일 : 초대 교장 장준한 선생 취임
- 1948년 1월 5일 : 광양공립중학교 교명 변경
- 1948년 6월 25일 : 제1회 66명 졸업(107명 입학생중)
- 1948년 9월 1일 : 첫 학교 사옥 준공, 야간부 개설
- 1950년 6월 1일 : 제3회, 제4회 졸업(4회는 학제 개편으로 4년 수학)
- 1951년 2월 10일 : 광양중학교 교명 변경
- 1951년 3월 1일 : 광양농업고등학교 설립으로 1학사 2교
- 1951년 3월 1일 : 6.25전쟁으로 학교 화재 전소
- 1972년 3월 1일 : 마지막 여학생 제26회 졸업(광양여중 개교)
- 1983년 9월 1일 : 중·농고 분리
- 2024년 9월 1일 : 제27대 이문선 교장 부임
- 2025년 1월 10일 : 제79회 125명 졸업(총 졸업생수 23,734명)

## 참고 자료
- 광양중학교 - 한국교육학술정보원 학교알리미